# Direktträger
Ein Direktträger oder Selbstträger ist im Weinbau ein Rebstock, der nicht gepfropft (veredelt) wurde, also auf seinen eigenen Wurzeln wächst. Ein solcher Rebstock wird als „wurzelecht“ bezeichnet. Im allgemeinen Sprachgebrauch werden die Begriffe Direktträger, Selbstträger, Ertragshybride und Hybride häufig identisch verwendet.
Fast alle europäischen Rebsorten sind Pfropfreben (Veredlungen) und damit keine Direktträger, da nach dem Einschleppen der Reblaus die europäischen Weingärten fast vollständig vernichtet wurden. Durch Pfropfen auf ausreichend reblausresistenten Unterlagsreben war es möglich, die europäischen Sorten zu erhalten.